# The Groosalugg
The Groosalugg, även kallad "Groo", är en rollfigur i den amerikanska TV-serien Angel.
Groosalugg kommer in i bilden under TV-seriens andra säsong, när Angel Investigations letar efter Cordelia, som fastnat i Pylea efter att skickat tillbaka Lornes kusin, som kommit ur en portal.  The Groosalugg kommer ursprungligen från dimensionen Pylea, precis som Lorne, även kallad The Host.  I Pylea så står Groosalugg för "den modige och obesegrade" därför att han dödat alla onda varelser som utmanat honom. 
Han dyker även upp under ett par avsnitt av den tredje säsongen, men lämnar Los Angeles och serien när han blir övertygad om att Cordelia älskar Angel och inte honom. Vart han sedan tar vägen eller gör får man inte veta.